# Modos de propagación
Los modos de propagación se refieren a cada una de las posibles configuraciones que adoptan las ondas electromagnéticas que viajan a través de la guía de ondas.
Un modo de propagación se caracteriza por satisfacer ciertas condiciones de frontera. En teoría existen un número infinito de modos de propagación y cada uno tiene su frecuencia de corte a partir de la cual existe. Los modos de propagación dependen de la longitud de onda, de su polarización y de las dimensiones de la guía. Como cada modo tiene una frecuencia de corte asociada, la frecuencia de la señal a transmitir deberá ser mayor que la frecuencia de corte, de esta manera la energía electromagnética se transmitirá a través de la guía sin atenuación.
El modo longitudinal de una guía de onda es un tipo particular de onda estacionaria formado por ondas confinadas en la cavidad. Con respecto a los modos transversales se tiene:
- a. Modo transversal eléctrico: {\displaystyle \operatorname {E_{z}} =0} y {\displaystyle \nabla ^{2}\operatorname {H_{az}} +k_{c}^{2}\operatorname {H_{az}} =0}

- b. Modo transversal magnético : {\displaystyle \operatorname {H_{z}} =0} y {\displaystyle \nabla ^{2}\operatorname {E_{az}} +k_{c}^{2}\operatorname {E_{az}} =0}

- c. Modo transversal electromagnético: {\displaystyle \operatorname {E_{z}} =0} y {\displaystyle \operatorname {H_{z}} =0}